# Transformació unitària
En matemàtiques, una transformació unitària és una transformació que conserva el producte interior: el producte interior de dos vectors abans de la transformació és igual al seu producte interior després de la transformació.
Més precisament, una transformació unitària és un isomorfisme entre dos espais de productes interiors (com els espais de Hilbert). En altres paraules, una transformació unitària és una funció bijectiva:{\displaystyle U:H\to H_{2}\,}entre dos espais interiors del producte, {\displaystyle H} i {\displaystyle H_{2},} de tal manera que{\displaystyle \langle Ux,Uy\rangle _{H_{2}}=\langle x,y\rangle _{H}\quad {\text{ per totes }}x,y\in H.}Una transformació unitària és una isometria, com es pot veure amb la configuració {\displaystyle x=y} en aquesta fórmula.
En el cas quan {\displaystyle H_{1}} i {\displaystyle H_{2}} són el mateix espai, una transformació unitària és un automorfisme d'aquest espai de Hilbert, i llavors també s'anomena operador unitari.
Una noció molt relacionada és la de transformació antiunitària, que és una funció bijectiva.